# AMC Spirit
La AMC Spirit è un'autovettura subcompact prodotta dalla AMC dal 1978 al 1983.

## Storia

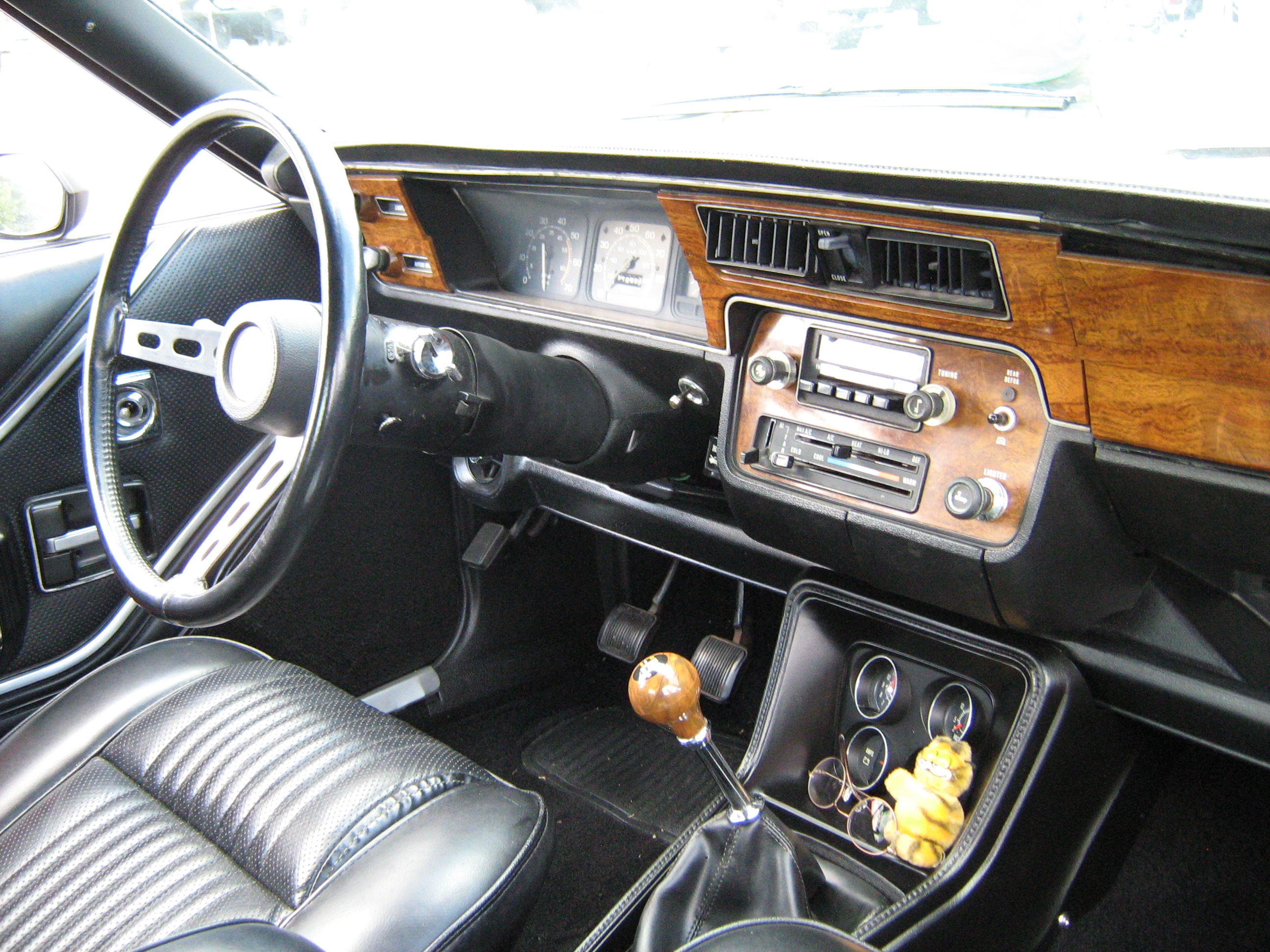
Posto di guida

La Spirit era sostanzialmente l'evoluzione della Gremlin, di cui rappresentava la versione modernizzata. La Spirit era offerta con due tipi di carrozzeria, hatchback tre porte e coupé due porte. Entrambe erano caratterizzate dalla presenza della coda di Kamm. Il frontale invece assomigliava leggermente a quello Concord.
Il modello era offerto negli allestimenti base, DL e Limited. La Spirit era inoltre disponibile nella versione AMX, che era quella sportiva. Quest'ultima derivava dalla versione hatchback ed era provvista di uno spoiler e di finiture speciali. Inoltre, era disponibile anche la versione GT, che era invece dotata di un equipaggiamento più ricco. Il modello venne inizialmente equipaggiato da un cambio manuale a quattro rapporti oppure da una trasmissione automatica a quattro rapporti.
Nel 1981 il modello fu rivisto e venne dotato di una nuova calandra. Nell'occasione, furono apportati anche altri cambiamenti. L'allestimento Limited e la versione AMX furono tolti dal mercato, mentre il pacchetto GT era ancora disponibile. Nel 1982 fu invece introdotto, nella gamma di trasmissioni disponibili, un cambio manuale a cinque rapporti.
Nel 1983, ultimo anno di commercializzazione del modello, la Spirit fu offerta solamente con il motore da 4,2 L e negli allestimenti DL e GT. Nell'anno in oggetto, il modello venne comunque aggiornato.
Di Spirit, dall'estate del 1978 alla metà del 1983, ne furono prodotti 176.000 esemplari. Di questi, circa 5.000 furono versioni AMX.

## Motori
- Quattro cilindri in linea da 2 L e 81 CV di potenza;
- Quattro cilindri in linea da 2,5 L da 83 CV;
- Sei cilindri in linea da 3,8 L e 91 CV;
- Sei cilindri in linea da 4,2 L e 112 CV;
- V8 da 5 L e 127 CV.